# 129773 Catmerrill
129773 Catmerrill è un asteroide della fascia principale. Scoperto nel 1999, presenta un'orbita caratterizzata da un semiasse maggiore pari a 2,3289173 UA e da un'eccentricità di 0,1811556, inclinata di 6,05035° rispetto all'eclittica.